# Academy of Management Journal
Academy of Management Journal – czasopismo naukowe z zakresu zarządzania i teorii organizacji wydawane przez Academy of Management (drugim, równie prestiżowym periodykiem tej organizacji jest Academy of Management Review). Należy do pięciu najczęściej cytowanych periodyków naukowych z tej dyscypliny. Publikuje artykuły oparte zarówno o metody ilościowe jak i metody jakościowe, także z różnych paradygmatów. Redaktorem naczelnym pisma jest Thomas W. Lee z University of Oregon.
Ponieważ publikacja w tym czasopiśmie jest w USA poważną przesłanką w procedurze ubiegania się o tenure, publikacja w nim jest bardzo trudna (na każde zgłoszone 100 artykułów ukazuje się zaledwie kilka). Zdaniem niektórych europejskich naukowców AMJ faworyzuje badania amerykańskich organizacji i amerykański styl pisania.